# Język perski
Język perski, nowoperski (pers. ‏فارسی‎ fārsī) – język z grupy irańskiej języków indoeuropejskich, którym posługuje się ponad 50 mln mówiących, zamieszkujących głównie Iran (40 mln), Afganistan (7 mln), Tadżykistan (6 mln) i Irak (200 tys.). Służy jednocześnie jako lingua franca dla blisko 80 mln mieszkańców Bliskiego Wschodu.
Do najważniejszych odmian języka perskiego, klasyfikowanych także jako odrębne języki, zalicza się: gilani, mazandarani, luri, bahtiari (Iran), hazaragi i aimak (Afganistan) oraz gurani (Irak). Natomiast tadżycki, klasyfikowany jako odmiana perskiego lub odrębny język, jest językiem urzędowym Tadżykistanu.
Język perski jako język urzędowy Iranu funkcjonuje pod nazwą farsi („język perski”), a jako język urzędowy Afganistanu (obok języka paszto) – dari („język dworski”) lub kabuli („język kabulski”). Kwestią dyskusyjną dla wielu językoznawców pozostaje status dari – czy jest to dialekt perskiego, czy też osobny, bardzo bliski perskiemu, język.
Rozwój języka perskiego można podzielić na trzy epoki:
- staroperska (VI–IV w. p.n.e.) – zabytki języka staroperskiego zapisane pismem klinowym,
- średnioperska (III w. p.n.e. – VIII w. n.e.) – epoka języka pahlawi,
- nowoperska (od IX w. n.e.) – z językiem perskim zapisywanym alfabetem arabskim – zwłaszcza w kaligrafii nasta’liq i szekaste.

Nie można jednak przedstawić tego rozwoju w postaci prostej. Jest to raczej linia łamana, ponieważ ani średnioperski nie jest bezpośrednim kontynuantem staroperskiego, ani nowoperski nie kontynuuje w pełni średnioperskiego. Sytuacja ta jest wynikiem skomplikowanych zjawisk społeczno-kulturowo-politycznych.

## Alfabet
| ﺍ‬ | ب‬ | پ‬ | ﺕ‬ | ﺙ‬ | ﺝ‬ | چ‬ | ﺡ‬ |
| ﺥ‬ | ﺩ‬ | ﺫ‬ | ﺭ‬ | ﺯ‬ | ژ‬ | ﺱ‬ | ﺵ‬ |
| ﺹ‬ | ﺽ‬ | ﻁ‬ | ﻅ‬ | ﻉ‬ | ﻍ‬ | ﻑ‬ | ﻕ‬ |
| ک‬ | گ‬ | ﻝ‬ | ﻡ‬ | ﻥ‬ | ﻩ‬ | ﻭ‬ | ﻯ‬ |

## Fonetyka
Irański perski ma sześć samogłosek i dwadzieścia trzy spółgłoski.

### Samogłoski

Diagram perskich samogłosek

Samogłoski wykazują duże zróżnicowanie między dialektami. Język staroperski miał fonemiczny iloczas, ale w języku współczesnym różnice długości przeszły w różnice jakości. Nie ma tonów, a akcent dynamiczny pada z reguły na ostatnią sylabę.

### Spółgłoski
|                          | Wargowe | Zębowe | Zadziąsłowe | Miękkopodniebienne | Krtaniowe |
| ------------------------ | ------- | ------ | ----------- | ------------------ | --------- |
| Zwarte bezdźwięczne      | p       | t      | ʧ           | k                  | ʔ         |
| Zwarte dźwięczne         | b       | d      | ʤ           | g                  |           |
| Szczelinowe bezdźwięczne | f       | s      | ʃ           | x                  | h         |
| Szczelinowe dźwięczne    | v       | z      | ʒ           | ɣ                  |           |
| Nosowe                   | m       | n      |             |                    |           |
| Półotwarte               |         | l, r   | j           |                    |           |

## Morfologia
Czasowniki perskie odmieniają się względem czasu, osoby i liczby. Czasy przeszłe i imiesłów czasu przeszłego tworzy się od tematu czasu przeszłego, natomiast od tematu czasu teraźniejszego czas teraźniejszy trybu oznajmującego oraz łączny, tryb rozkazujący oraz życzący, a także imiesłów czasu teraźniejszego. Temat czasu przeszłego uzyskuje się poprzez odjęcie zrostka bezokolicznika -an, np.: goftan > goft. Określenie tematu czasu teraźniejszego jest bardziej złożone. W przypadku czasowników regularnych – tj. zakończonych na -id(an) – będzie to temat czasu przeszłego po odjęciu -id, np.: porsidan ‘pytać’ > pors-.
Czasowniki regularne stanowią jednak nieliczną grupę.